# Støjdæmpning
Støjdæmpning er et begreb der dækker over både lydisolering og akustikregulering. Altså dæmpningen af både den støj der kommer ind i et rum udefra og dæmpningen af akustikken i rummet.
| Lyd og billede | Spire Denne artikel om billed- og lydteknologi er en spire som bør udbygges. Du er velkommen til at hjælpe Wikipedia ved at udvide den. |